# Wilmar Barrios
Wilmar Enrique Barrios Terán (ur. 16 października 1993 w Cartagena de Indias) – kolumbijski piłkarz występujący na pozycji defensywnego pomocnika, od 2019 roku zawodnik rosyjskiego Zenitu Petersburg, reprezentant Kolumbii. Brązowy medalista Copa América 2021. Uczestnik Mistrzostw Świata 2018 oraz Copa América 2019.

## Kariera klubowa
Barrios pochodzi z miasta Cartagena, wychowywał się w dzielnicy La Candelaria – jednej z najuboższych w Kolumbii. Po rozwodzie rodziców (ojciec założył nową rodzinę, matka wyjechała do Wenezueli) był wychowywany przez babkę. Pierwsze zorganizowane treningi piłkarskie odbywał za pośrednictwem szkoły w ramach programu Comfenalco, organizującego aktywne sposoby spędzania czasu przez ubogą młodzież. W późniejszym czasie wyjechał do Cali, gdzie dołączył do akademii młodzieżowej Ciclones de Cali; tam został przekwalifikowany z rozgrywającego na defensywnego pomocnika, lecz na dłuższą metę nie był w stanie zaadaptować się do życia w innej miejscowości i powrócił do rodzinnego miasta. W wieku szesnastu lat został zauważony przez Humberto „Tucho” Ortiza – znanego trenera juniorów i łowcę talentów – i ściągnięty przez niego do klubu Deportes Tolima z siedzibą w Ibagué. W 2013 roku zdobył z Tolimą mistrzostwo Kolumbii do lat dwudziestu.
Do seniorskiej drużyny Barrios został włączony w wieku dziewiętnastu lat przez szkoleniowca Carlosa Castro, w Categoría Primera A debiutując 23 lutego 2013 w przegranym 0:3 spotkaniu z Boyacá Chicó. W drugiej połowie tej konfrontacji otrzymał czerwoną kartkę (w konsekwencji otrzymania dwóch żółtych). Przez pierwsze kilka miesięcy pełnił rolę rezerwowego, lecz od nowego sezonu został kluczowym zawodnikiem środka pola. W 2014 roku wywalczył z Tolimą puchar Kolumbii – Copa Colombia, zaś premierowego gola w najwyższej klasie rozgrywkowej strzelił 17 maja 2015 w wygranym 5:0 meczu z Jaguares. Ogółem barwy Tolimy reprezentował przez trzy i pół roku, rozgrywając 144 spotkania we wszystkich rozgrywkach. Imponował odbiorem piłki, walecznością i mimo stosunkowo młodego wieku pełnił rolę kapitana drużyny.
W sierpniu 2016 Barrios za sumę trzech milionów dolarów przeszedł do czołowego klubu Ameryki Południowej – argentyńskiego giganta CA Boca Juniors. W argentyńskiej Primera División zadebiutował 29 października 2016 w wygranym 4:0 pojedynku z CA Temperley, początkowo będąc jednak rezerwowym ekipy. Podstawowym piłkarzem ekipy z Buenos Aires został dopiero po upływie pięciu miesięcy, kiedy to niezdolni do gry okazali się jego bezpośredni konkurenci do gry w składzie – Fernando Gago doznał kontuzji, zaś Rodrigo Bentancur odszedł do Juventusu. W końcówce rozgrywek 2016/2017 miał spory udział w zdobyciu przez Boca tytułu mistrza Argentyny.
1 lutego 2019 przeszedł do Zenitu Petersburg.

## Kariera reprezentacyjna
W sierpniu 2016 Barrios został powołany przez Carlosa Restrepo do reprezentacji Kolumbii U-23 na Igrzyska Olimpijskie w Rio de Janeiro. Tam miał niepodważalne miejsce w wyjściowym składzie; rozegrał wszystkie cztery mecze od pierwszej minuty, zaś jego drużyna odpadła z męskiego turnieju piłkarskiego w ćwierćfinale, ulegając w nim gospodarzowi i późniejszemu złotemu medaliście – Brazylii (0:2).
Pierwsze powołanie do seniorskiej reprezentacji Kolumbii Barrios otrzymał od selekcjonera José Pekermana, w marcu 2015 na towarzyskie mecze z Bahrajnem (6:0) i Kuwejtem (3:1), nie zdołał jednak wówczas pojawić się na placu gry. Dwa miesiące później znalazł się na szerokiej liście na Copa América, lecz ostatecznie nie został powołany na ten turniej. W kadrze narodowej zadebiutował ostatecznie 6 września 2016 w przegranym 1:2 spotkaniu z Brazylią w ramach eliminacji do Mistrzostw Świata w Rosji.